# Old Malden
Old Malden is een gebied in het Londense bestuurlijke gebied Kingston, in de regio Groot-Londen.

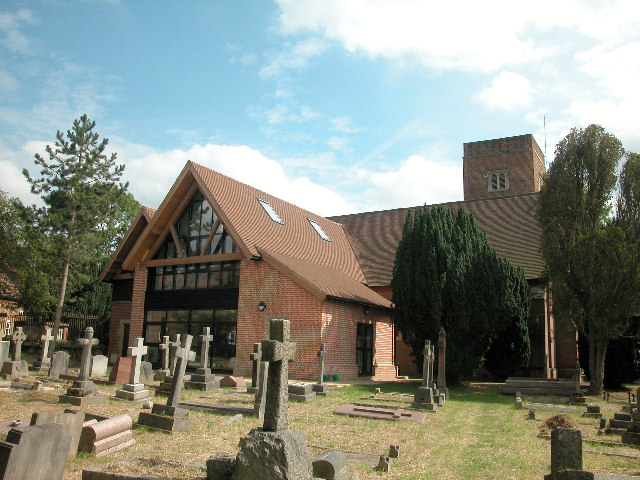